# دیلرماندو دی آگیار
دیلرماندو دی آگیار (به پرتغالی: Dilermando de Aguiar) یک منطقهٔ مسکونی در برزیل است که در ریو گرانده جنوبی واقع شده‌است. دیلرماندو دی آگیار ۳٬۰۰۲ نفر جمعیت دارد.